# Quinto Servilio Cepione (console 106 a.C.)
Quinto Servilio Cepione (in latino Quintus Servilius Caepio; Roma, ... – Smirne, ...; fl. II secolo a.C.) è stato un politico e generale romano del II secolo a.C.

## Biografia
Quinto Servilio Cepione fu un console e generale romano, figlio dell'omonimo console del 140 a.C. Fu il padre di Quinto Servilio Cepione, nonno di Servilia e bisnonno di Marco Giunio Bruto.
Nel 106 a.C. fu eletto console e promulgò una legge che reintegrava i senatori nelle giurie.
Lo stesso anno marciò da Narbona con otto legioni contro le tribù cimbriche stanziate nella zona di Tolosa, che si erano ribellate a Roma. In quella circostanza si impossessò di un'enorme somma di denaro custodita nei santuari dei templi (il cosiddetto Oro di Tolosa o Aurum Tolosanum). Il tesoro, che si diceva maledetto, consistente in 50.000 lingotti d'oro pari a 15.000 talenti d'oro, 10.000 lingotti d'argento e macine interamente in argento per un valore complessivo di 10.000 talenti d'argento, fu rinvenuto nei laghi vicino alla città. La maggior parte del bottino durante il trasporto verso Massilia (l'odierna Marsiglia) fu prelevato dai predoni i quali si impadronirono dei 450 carri che trasportavano i lingotti d'oro.
L'anno successivo (nel 105 a.C.) l'esercito romano al comando del console Gneo Mallio Massimo e di Cepione, eletto proconsole per la Gallia, si scontrò ancora una volta contro gli eserciti riuniti di Cimbri, Teutoni, Ambroni e Tigurini. Il primo scontro si ebbe a 65 km nord di Arausio (l'attuale Orange in Francia), allorché Marco Aurelio Scauro, alla testa di 5.000 cavalieri, ingaggiò una prima battaglia con le avanguardie della coalizione germanica, che fu a lui sfavorevole. Negli scontri successivi Cepione alla testa di sette legioni fu battuto a 48 km Nord di Arausio e poi Mallio con nove legioni subì una nuova disfatta.
Al suo ritorno a Roma, Cepione, messo sotto inchiesta per la vicenda dell'oro tolosano, perse la cittadinanza, gli furono confiscati i beni e fu condannato all'esilio. Morì a Smirne, in Asia minore. Sebbene ai più ignota la Battaglia di Arausio fu la più grande sconfitta subita dalle legioni, nella secolare storia romana.